# Їсти, молитися, кохати
«Їсти, молитися, кохати» (англ. Eat, Pray, Love: One Woman's Search for Everything Across Italy, India and Indonesia) — мемуарний роман американської письменниці Елізабет Ґілберт про пошуки себе, свого щастя, самоідентифікацію, гармонію й релігію, що вийшов 2006 року у видавництві «Penguin Books».
Це історія про подорож письменниці Італією, Індією й Індонезією як шлях духовного переродження та спробу віднайти себе й власне щастя. Авторка роману на власному прикладі довела, що навіть після найбільших криз можна не лише відновитися, а й відкрити в собі нові грані, можливості та рівні переживань. Роман перекладений на понад 30 мов світу. З грудня 2010 року книжка протрималася 185 тижнів у «Списку бестселерів за версією The New York Times». Саме після виходу цього роману авторка здобула світову популярність.
У січні 2010 року у видавництві «Viking Press» вийшло продовження роману — «Законний шлюб» (Committed: A Skeptic Makes Peace with Marriage).

## Сюжет
Письменниця Ліз розчарувалася в сімейному житті та зневірилися в особистому щасті. Їй 32, вона одружена, має успішну кар'єру, заміський будинок. Але Ліз абсолютно нещаслива у шлюбі. Годинами вона лежить ридаючи у ванній на холодному кахлі. Жінка втрачає головне: сенс та смак до життя. Ліз наважується на розлучення, але навіть це не приносить полегшення. Тоді, аби набратися сил та повернутися до життя, вона вирушає подорожувати. Разом з тим, вона вирішує написати про це книжку. На її шляху три країни: Італія («Їсти»), де вона вчиться їсти зі смаком; Індія («Молитися»), де проводить три місяці в пошуках духовності; та Індонезія («Кохати»), де вчиться кохати, наче вперше. Саме в Індонезії, на о. Балі, Ліз віднайшла своє справжнє кохання.

## Екранізація
Права на екранізацію роману придбала компанія Columbia Pictures. 2010 року була знята однойменна романтична комедія з Джулією Робертс у головній ролі. Одним із продюсерів фільму виступив Бред Пітт.

## Український переклад
Ґілберт, Е. Їсти, молитися, кохати [Текст] / Елізабет Ґілберт ; пер. з англ. Ярини Винницької. — Львів : Видавництво Старого Лева, 2015. — 416 с.

### Рецензії
- Я. Винницька. Як я «їла, молилась, кохала» і перекладала [Архівовано 8 вересня 2016 у Wayback Machine.] («Видавництво Старого Лева», 22.10.2015)